# George West (Texas)
George West è un centro abitato degli Stati Uniti d'America situato nella contea di Live Oak (di cui è capoluogo) dello Stato del Texas.
La popolazione era di 2.445 persone al censimento del 2010. Deve il nome al rancher George Washington West. Ospita il George West Storyfest, un festival caratterizzato da fasi narrative e musicali del vecchio West. Numerosi ranch circondano George West.

## Geografia fisica
George West è situata a 28°19′52″N 98°07′01″W (28.331147, -98.117013), 65,7 miglia (105,7 km) a nord ovest di Corpus Christi e 127 chilometri a sud di San Antonio.
Secondo lo United States Census Bureau, ha un'area totale di 12. miglia quadrate (31 km²).

## Società

### Evoluzione demografica
Secondo il censimento del 2000, c'erano 2.524 persone, 892 nuclei familiari e 671 famiglie residenti nella città. La densità di popolazione era di 1.327,3 persone per miglio quadrato (512,9/km²). C'erano 1.035 unità abitative a una densità media di 544,3 per miglio quadrato (210,3/km²). La composizione etnica della città era formata dall'82,73% di bianchi, lo 0,28% di afroamericani, lo 0,40% di nativi americani, lo 0,16% di asiatici, il 14,38% di altre razze, e il 2,06% di due o più etnie. Ispanici o latinos di qualunque razza erano il 58,00% della popolazione.
C'erano 892 nuclei familiari di cui il 40,1% aveva figli di età inferiore ai 18 anni, il 57,8% aveva coppie sposate conviventi, il 14,1% aveva un capofamiglia femmina senza marito, e il 24,7% erano non-famiglie. Il 22,0% di tutti i nuclei familiari erano individuali e il 13,0% aveva componenti con un'età di 65 anni o più che vivevano da soli. Il numero di componenti medio di un nucleo familiare era di 2,80 e quello di una famiglia era di 3,29.
La popolazione era composta dal 30,8% di persone sotto i 18 anni, il 9,1% di persone dai 18 ai 24 anni, il 25,8% di persone dai 25 ai 44 anni, il 21,4% di persone dai 45 ai 64 anni, e il 12,9% di persone di 65 anni o più. L'età media era di 34 anni. Per ogni 100 femmine c'erano 91,9 maschi. Per ogni 100 femmine dai 18 anni in giù, c'erano 90,3 maschi.
Il reddito medio di un nucleo familiare era di 29.364 dollari e quello di una famiglia era di 33.971 dollari. I maschi avevano un reddito medio di 28.456 dollari contro i 14.573 dollari delle femmine. Il reddito pro capite era di 13.591 dollari. Circa il 18,2% delle famiglie e il 21,1% della popolazione erano sotto la soglia di povertà, incluso il 31,0% di persone sotto i 18 anni e il 13,2% di persone di 65 anni o più.